# Ungernia
Ungernia is een geslacht uit de narcisfamilie (Amaryllidaceae). De soorten komen voor van Centraal-Azië tot in Noordwest-Iran.

## Soorten
- Ungernia badghysi Botsch.
- Ungernia ferganica Vved. ex Artjush.
- Ungernia flava Boiss. & Hausskn.
- Ungernia oligostroma Popov & Vved.
- Ungernia sewerzowii (Regel) B.Fedtsch.
- Ungernia spiralis Proskor.
- Ungernia tadschicorum Vved. ex Artjush.
- Ungernia trisphaera Bunge
- Ungernia victoris Vved. ex Artjush.
- Ungernia vvedenskyi Khamidch.

... · 
Acis · 
Amaryllis · 
Boophone · 
Clivia · 
Crinum (Haaklelie) · 
Galanthus (Sneeuwklokje) · 
Hippeastrum · 
Hymenocallis · 
Leucojum (Narcisklokje) · 
Narcissus (Narcis) · 
Pancratium · 
Scadoxus · 
Sprekelia · 
Sternbergia · 
...